# Maverick Viñales
Maverick Viñales Ruiz (Figueres, 12 de janeiro de 1995) é um motociclista espanhol, ex-campeão mundial de Moto3, conquistando o título em 2013. Em 2015, ele ganhou o prêmio de melhor estreante na categoria de MotoGP.
Atualmente compete na MotoGP pela Red Bull KTM Tech 3.

## Carreira
Em 2003 competiu no Campeonato Mundial de Motociclismo de Moto3 na equipe Team Calvo. 

### Suzuki
Em 2016, venceu pela primeira vez na categoria principal no Grande Prêmio da Inglaterra, correndo pela Suzuki MotoGP, a equipe que voltaria a ir ao pódio e vencer, fato que não ocorria desde 2007.

### Yamaha
Após um bom ano com a Suzuki em 2016, Maverick assinou com a Yamaha Factory Racing Team, para a temporada 2017, e logo em sua estreia no GP de Losail, conquistou a primeira vitória com a nova equipe na etapa de abertura em 2017, e fazendo a segunda vitória na etapa seguinte no GP da Argentina.

### Aprilia
Maverick assinou com a Aprilia Racing, para a temporada 2021.